# Grupo Escala de Publicações
Grupo Escala de Publicações é um conglomerado de empresas do setor editorial pertencente ao empresário Hercílio de Lourenzi, foi fundado em março de 1992 na cidade de São Paulo. É responsável por empresas como a Editora Escala, Escala Educacional, Editora Lafonte, Larousse (no Brasil), Gráfica Oceano, entre outras.

## História
O grupo surgiu em 1992, com a fundação da Editora Escala em sociedade entre Hercílio de Lourenzi, Ruy Pereira e Carlos Cazzamatta. O foco inicial da editora era em revistas simples, de baixo custo e de conteúdo popular, algumas com receitas culinárias, notícias e fofocas das celebridades, cifras e artesanato por exemplo.
A estratégia de vender também em comércios além das bancas de jornais ajudou a consolidar a editora. Anos mais tarde, os sócios fundadores se separaram e fundaram suas próprias editoras. Cazzamatta retomou a Nova Sampa, editora que já existia antes da Escala. Já Ruy Pereira, fundou a Editora Trama.
Em 1998, foi fundada a Gráfica Oceano, responsável pela produção das revistas, livros e publicações das editoras do grupo.
Em 2001, a Editora Escala comprou o antigo prédio da TV Manchete São Paulo em leilão, mudando sua sede para o local, onde permanece até hoje.
Em 2004, foi fundada a Escala Educacional, divisão especializada em livros didáticos e sistemas de ensino. No ano de 2007, o grupo espanhol Anaya chegou a possuir 51% das ações da Escala Educacional.

## Empresas

Sede do Grupo Escala no bairro da Casa Verde em São Paulo

O Grupo Escala de Publicações atualmente é dono das seguintes empresas:
- Editora Escala
- Editora Lafonte
- Editora Sei
- Escala Educacional
- Gráfica Oceano
- Gráfica Oceano Sul
- Comercial Cajamar (logística)
- Dibra (distribuidora de publicações)